# Piotr Dournovo
Pour les articles homonymes, voir Dournovo.
Piotr Nikolaïevitch Dournovo (en russe : Петр Николаевич Дурново́ ; 1845-1915). Avocat et homme politique russe, il fut ministre de l'Intérieur du tsar Nicolas II de 1905 à 1906.

## Biographie
Diplômé de l'École navale et militaire (Académie navale de droit), Piotr Nikolaïevitch Dournovo entra au ministère de la Justice puis fut nommé au poste de Procureur adjoint à la Cour d'appel de Kiev.
En 1881, Piotr Nikolaïevitch Dournovo entra au ministère de l'Intérieur. En 1884, il est nommé Directeur de la police ; un désaccord avec l'ambassadeur d'Espagne le contraignit à démissionner de ce poste en 1893.
Sur la demande de Dmitri Sipiaguine, en 1900, Piotr Nikolaïevitch fut nommé adjoint du ministre de l'Intérieur où il fut chargé des services des postes et télégraphe. Il occupa cette fonction de 1900 à 1905.
Sur recommandation de Serge Witte, Nicolas II de Russie lui confia le portefeuille de ministre de l'Intérieur (1905). Il quitta ce poste (1906) peu de temps après que Serge Witte eut démissionné du poste de Président du conseil en dépit de leurs divergences.
Dès le début de sa prise de fonction au ministère de l'Intérieur, Piotr Nikolaïevitch Dournovo prit des mesures draconiennes. Sur son ordre l'armée fut déployée en Pologne pour maintenir l'ordre. Il ordonna à l'encontre des moujiks de l'Asie centrale et orientale de violentes répressions. Dans la région du Caucase, la police fit de sévères répressions. Sur son ordre, le général Orlov se rendit en Estonie et en Lettonie où le général rétablit l'ordre lors de la révolte des paysans contre la noblesse balte. Les ouvriers du chemin de fer se mobilisèrent afin de stopper le trafic du Transsibérien et empêcher le retour des troupes en provenance de Mandchourie. Une sévère répression contre ces cheminots fut conduite par le général Rennenkampf et le général Möller-Zakemelsky. Dans toute l'étendue de l'Empire de Russie, des paysans, des ouvriers, des déserteurs sont mis en état d'arrestation, . La répression ordonnée par Piotr Nikolaïevitch Dournovo fut terrible ; de nombreuses exécutions eurent lieu mais également des punitions tels que les coups de fouets. Ces répressions provoquèrent l'insurrection de Moscou du 15 décembre 1905 qui fit dix-huit mille morts et plus de trente mille blessés (soldats de régiments impériaux et ouvriers).
Piotr Stolypine lui succéda au ministère de l'Intérieur.
Concernant les relations russo-anglo-françaises, Piotr Nikolaïevitch Dournovo eut des opinions opposées à celles de Serge Witte. Il s'opposa à un rapprochement de la Russie avec la Grande-Bretagne et la France, mais fut favorable à un rapprochement avec l'Allemagne. Il estimait que l'Allemagne et la Russie avaient des intérêts communs, qu'une guerre entre les deux empires entraînerait la destruction des deux monarchies. En 1914, Piotr Nikolaïevitch Dournovo expliqua ses vues politiques à Nicolas II de Russie, la plupart se réalisèrent le lendemain de la Première Guerre mondiale.
En février 1914, dans un mémorandum quasi prophétique destiné à Nicolas II, il écrit : "Les troubles commenceront par l'accusation portée contre le gouvernement d'être responsable de tous les désastres. Dans les institutions législatives, une vigoureuse campagne s'engagera contre le gouvernement, suivie par une agitation révolutionnaire à travers le pays, avec des slogans socialistes capables d'éveiller et de rallier les masses, d'abord sur le partage des terres, puis sur celui de toutes les richesses et de toute la propriété. L'armée battue, ayant perdu ses meilleurs hommes, et emportée par la vague de la soif paysanne primitive de la terre, sera trop démoralisée pour défendre la loi et l'ordre." Il pourrait y avoir la victoire des "partis extrémistes" portés par la "vague populaire" qui "dégénérera inévitablement en un mouvement socialiste.",